# U.S. Route 7
De U.S. Route 7 (US 7) is een U.S. Route in de Verenigde Staten die loopt van Norwalk, Connecticut tot Highgate, Vermont.

## Traject

### US 7 inConnecticut
De weg begint in Norwalk aan de I-95 en loopt dan naar het noorden, via Danbury en New Milford tot aan de grens met Massachusetts bij Canaan. De route in Connecticut is 126 kilometer lang.

### US 7 inMassachusetts
De weg komt bij Ashley Falls de staat binnen en is dan een korte snelweg. Men kruist dan de I-90 en men komt door Pittsfield. Bij Williamstown steekt de weg de grens met Vermont over. De route in Massachusetts is 90 kilometer lang.

### US 7 inVermont
De weg komt bij Pownal de staat binnen en loopt dan naar het noorden, door de Green Mountains. Men passeert door Rutland en Burlington voordat men de grens met Canada oversteekt bij Highgate Springs. De route in Vermont is 284 kilometer lang.

## Lengte
| Staat         | km  | mijl |
| ------------- | --- | ---- |
| Connecticut   | 126 | 78   |
| Massachusetts | 90  | 56   |
| Vermont       | 284 | 176  |
| Totaal        | 496 | 308  |

1 ·
2 ·
3 ·
4 ·
5 ·
6 ·
7 ·
8 ·
9 ·
10 ·
11 ·
12 ·
13 ·
14 ·
15 ·
16 ·
17 ·
18 ·
19 ·
20 ·
21 ·
22 ·
23 ·
24 ·
25 ·
26 ·
27 ·
28 ·
29 ·
30 ·
31 ·
32 ·
33 ·
34 ·
35 ·
36 ·
37 ·
38 ·
39 ·
40 ·
41 ·
42 ·
43 ·
44 ·
45 ·
46 ·
48 ·
49 ·
50 ·
51 ·
52 ·
53 ·
54 ·
55 ·
56 ·
57 ·
58 ·
59 ·
60 ·
61 ·
62 ·
63 ·
64 ·
65 ·
66 ·
67 ·
68 ·
69 ·
70 ·
71 ·
72 ·
73 ·
74 ·
75 ·
76 ·
77 ·
78 ·
79 ·
80 ·
81 ·
82 ·
83 ·
84 ·
85 ·
87 ·
89 ·
90 ·
91 ·
92 ·
93 ·
94 ·
95 ·
96 ·
97 ·
98 ·
99 ·
101 ·
131 ·
163 ·
199 ·
340 ·
400 ·
412 ·
425